# Đường vành đai 3 (Thành phố Hồ Chí Minh)
Đường vành đai 3 Thành phố Hồ Chí Minh (ký hiệu toàn tuyến là CT.40) là một đoạn đường vành đai thuộc hệ thống đường cao tốc Việt Nam và được Thủ tướng Chính phủ phê duyệt từ năm 2011 và được điều chỉnh từ năm 2013. Dự án do Bộ Xây dựng là cơ quan chủ quản; đơn vị thực hiện dự án là Tổng công ty Đầu tư phát triển và Quản lý dự án hạ tầng giao thông Cửu Long. Tuyến có chiều dài là 92 km, trong đó đoạn qua Thành phố Hồ Chí Minh dài 73 km, đoạn qua Tây Ninh dài 6,8 km và đoạn qua Đồng Nai dài 11,2 km.

## Quy hoạch
Đường cao tốc này từng được quy hoạch từ năm 2015 đến 2021 với ký hiệu cũ là CT.22.

## Vị trí

### Đoạn Vĩnh Thanh – Mỹ Yên (Tuyến chính)
Đường vành đai 3 thành phố Hồ Chí Minh bắt đầu tại Km 38 + 500 lý trình đường cao tốc Bến Lức – Long Thành (khu vực Nhơn Trạch), tuyến hướng lên phía Bắc vượt sông Đồng Nai tại Cầu Nhơn Trạch qua địa phận thành phố Thủ Đức (Thành phố Hồ Chí Minh), giao cắt đường cao tốc Thành phố Hồ Chí Minh – Long Thành – Dầu Giây (tại khoảng Km 8 + 772), giao cắt Quốc lộ 1 (Xa lộ Hà Nội) tại khu vực Tân Vạn, tuyến đi trùng đường Mỹ Phước – Tân Vạn, đến Bình Chuẩn tuyến rẽ trái giao Quốc lộ 13 (tại khoảng Km 14 + 200 – lý trình Quốc lộ 13) tại thành phố Thủ Dầu Một, vượt sông Sài Gòn (cầu Bình Gởi cách cảng Bà Lụa hiện hữu về phía hạ lưu khoảng 500 m), cắt Quốc lộ 22 tại huyện Hóc Môn (Khu công nghiệp Tân Hiệp) tại lý trình Km 8 + 800 theo lý trình Quốc lộ 22, đi song song kênh An Hạ, qua khu vực Mỹ Yên – Tân Bửu về điểm cuối giao với đường cao tốc Thành phố Hồ Chí Minh – Trung Lương và đường cao tốc Bến Lức – Long Thành. 

### Đoạn Mỹ Yên – Vĩnh Thanh (Tuyến nối)
Tuyến nối có tổng chiều dài là 38 km, đi trùng với đường cao tốc Bến Lức – Long Thành (thuộc hệ thống đường cao tốc Bắc – Nam phía Đông), điểm đầu là nút giao Mỹ Yên tại xã Mỹ Yên, huyện Bến Lức, tỉnh Long An, điểm cuối là nút giao Vĩnh Thanh, huyện Nhơn Trạch, tỉnh Đồng Nai.

## Thiết kế
Dự án có tổng chiều dài 92 km, đi qua địa phận các tỉnh, thành Long An, Bình Dương, Thành phố Hồ Chí Minh và Đồng Nai, quy mô 8 làn xe cơ giới, 2 làn xe khẩn cấp và đường song hành hai bên, vận tốc 100 km/h. Được triển khai thi công gồm 4 đoạn:
- Đoạn 1: Nhơn Trạch – Tân Vạn, dài 28 km, đi qua địa phận tỉnh Đồng Nai và Thành phố Hồ Chí Minh.
- Đoạn 2: Tân Vạn – Bình Chuẩn, dài 16 km. Tỉnh Bình Dương đã đầu tư xây dựng theo hình thức PPP và về cơ bản đã đưa vào khai thác giai đoạn 1 (tiền cao tốc).
- Đoạn 3: Bình Chuẩn – Quốc lộ 22 dài 19 km, đi qua địa phận tỉnh Bình Dương và Thành phố Hồ Chí Minh.
- Đoạn 4: Quốc lộ 22 – Bến Lức dài 29 km, đi qua địa phận Thành phố Hồ Chí Minh và tỉnh Long An.

## Xây dựng
Tổng mức đầu tư giai đoạn 1 khoảng 75.377 tỉ đồng (trong đó chi phí bồi thường, giải phóng mặt bằng là 41.589 tỉ đồng). Ở giai đoạn này dự án làm 4 làn cao tốc hạn chế rộng 19,75m; đối với đường song hành hai bên qua khu đô thị, khu dân cư được làm từ 2 đến 3 làn xe và bố trí không liên tục.
Cũng ở giai đoạn 1, dự án sẽ giải phóng mặt bằng một lần cho giai đoạn hoàn chỉnh với chiều rộng từ 63m đến 74,5m, riêng một đoạn gần nút giao Tân Vạn (Thành phố Thủ Đức) sẽ giải tỏa 120m để kết nối với cảng Long Bình.
Ngày 15 tháng 8 năm 2022, Chính phủ ban hành Nghị quyết 105/NQ–CP về việc triển khai Nghị quyết 57/2022/QH15 ngày 16 tháng 6 năm 2022 của Quốc hội về chủ trương đầu tư Dự án đầu tư xây dựng đường Vành đai 3 Thành phố Hồ Chí Minh.
Sau khi được Quốc hội thông qua chủ trương đầu tư vào tháng 5 năm 2022, dự án đã chính thức được khởi công vào ngày 18 tháng 6 năm 2023, dự kiến thông xe năm 2025 và hoàn thành toàn bộ dự án vào năm 2026.

## Chi tiết tuyến đường

Bảng thông tin tốc độ (đoạn Bến Lức - Tân Vạn), dự kiến khi khai thác, nhưng vẫn còn ký hiệu CT.22 trên thực tế

### Làn xe
- Bến Lức – Nhơn Trạch – Tân Vạn: 4 làn xe và 2 làn dừng khẩn cấp
- Tân Vạn – Bình Chuẩn: 4 làn xe, 2 làn xe hỗn hợp
- Bình Chuẩn – Quốc lộ 22 – Bến Lức: 4 làn xe, có điểm dừng khẩn cấp
- Cầu Nhơn Trạch và Cầu Bình Gởi: 4 làn xe

### Chiều dài
- Toàn tuyến: 92 km (không bao gồm đoạn đi trùng với )

### Tốc độ giới hạn
- Bến Lức – Nhơn Trạch – Tân Vạn: Tối đa: 100 km/h, Tối thiểu: 60 km/h
- Tân Vạn – Bình Chuẩn: Tối đa: 90 km/h, Tối thiểu: 50 km/h
- Bình Chuẩn – Quốc lộ 22 – Bến Lức: Tối đa: 80 km/h, Tối thiểu: 60 km/h
- Cầu Nhơn Trạch và Cầu Bình Gởi: Tối đa: 80 km/h

## Lộ trình chi tiết
- IC : Nút giao, JCT : Điểm lên xuống, SA : Khu vực dịch vụ (Trạm dừng nghỉ), TG : Trạm thu phí, TN : Hầm đường bộ, BR : Cầu
- Đơn vị đo khoảng cách là km.
- Đối với tuyến nối phía Nam: Đi trùng với  Đường cao tốc Bến Lức – Long Thành

| Số                                                       | Tên                                                      | Khoảng cách từ đầu tuyến                                 | Kết nối                                                     | Ghi chú                                                                | Vị trí                                                   | Vị trí                                                   |
| Kết nối trực tiếp với Đường cao tốc Bến Lức – Long Thành | Kết nối trực tiếp với Đường cao tốc Bến Lức – Long Thành | Kết nối trực tiếp với Đường cao tốc Bến Lức – Long Thành | Kết nối trực tiếp với Đường cao tốc Bến Lức – Long Thành    | Kết nối trực tiếp với Đường cao tốc Bến Lức – Long Thành               | Kết nối trực tiếp với Đường cao tốc Bến Lức – Long Thành | Kết nối trực tiếp với Đường cao tốc Bến Lức – Long Thành |
| -------------------------------------------------------- | -------------------------------------------------------- | -------------------------------------------------------- | ----------------------------------------------------------- | ---------------------------------------------------------------------- | -------------------------------------------------------- | -------------------------------------------------------- |
| 1                                                        | IC Vĩnh Thanh                                            | 0.0                                                      | Đường cao tốc Bến Lức – Long Thành                          | Đang thi công                                                          | Đồng Nai                                                 | Nhơn Trạch                                               |
| TG                                                       | Trạm thu phí Vĩnh Thanh                                  |                                                          |                                                             | Chỉ thu phí ra vào Đường cao tốc Bến Lức – Long Thành Đang thi công    | Đồng Nai                                                 | Nhơn Trạch                                               |
| 2                                                        | JCT Đường tỉnh 25C                                       |                                                          | Đường Nguyễn Ái Quốc (Đường tỉnh 25C)                       | Đang thi công                                                          | Đồng Nai                                                 | Nhơn Trạch                                               |
| 3                                                        | JCT Đường tỉnh 25B                                       |                                                          | Đường Tôn Đức Thắng (Đường tỉnh 25B)                        |                                                                        | Đồng Nai                                                 | Nhơn Trạch                                               |
| 4                                                        | JCT Lý Tự Trọng                                          |                                                          | Đường Lý Tự Trọng                                           |                                                                        | Đồng Nai                                                 | Nhơn Trạch                                               |
| BR                                                       | Cầu Nhơn Trạch                                           | ↓                                                        |                                                             | Vượt sông Đồng Nai                                                     | Ranh giới Đồng Nai – Thành phố Hồ Chí Minh               | Ranh giới Đồng Nai – Thành phố Hồ Chí Minh               |
| 5                                                        | IC Long Trường                                           | 13.5                                                     | Đường cao tốc Thành phố Hồ Chí Minh – Long Thành – Dầu Giây |                                                                        | Thành phố Hồ Chí Minh                                    | Thủ Đức                                                  |
| 6                                                        | JCT Gò Công                                              |                                                          | Đường Trạm 2 – Gò Công (Đường vành đai Đông)                | Kết nối với Quốc lộ 1 và Xa lộ Hà Nội ở nút giao Trạm 2. Đang thi công | Thành phố Hồ Chí Minh                                    | Thủ Đức                                                  |
| 7                                                        | JCT Long Bình                                            |                                                          | Đường Nguyễn Xiển                                           | Được đề xuất                                                           | Thành phố Hồ Chí Minh                                    | Thủ Đức                                                  |
| 8                                                        | JCT Phước Thiện                                          |                                                          | Đường Phước Thiện                                           | Được đề xuất                                                           | Thành phố Hồ Chí Minh                                    | Thủ Đức                                                  |
| 9                                                        | IC Tân Vạn                                               |                                                          | Quốc lộ 1                                                   | Đang thi công                                                          | Bình Dương                                               | Dĩ An                                                    |
| 10                                                       | IC An Phú                                                |                                                          | Đường cao tốc Thành phố Hồ Chí Minh – Chơn Thành – Hoa Lư   | Chưa thi công                                                          | Bình Dương                                               | Thuận An                                                 |
| 11                                                       | IC Bình Chuẩn                                            |                                                          | Đường Mỹ Phước – Tân Vạn                                    | Đang thi công                                                          | Bình Dương                                               | Thuận An                                                 |
| 12                                                       | JCT Quốc lộ 13                                           |                                                          | Quốc lộ 13                                                  | Đang thi công                                                          | Bình Dương                                               | Thuận An                                                 |
| BR                                                       | Cầu Bình Gởi                                             | ↓                                                        |                                                             | Vượt sông Sài Gòn Đang thi công                                        | Ranh giới Bình Dương – Thành phố Hồ Chí Minh             | Ranh giới Bình Dương – Thành phố Hồ Chí Minh             |
| 13                                                       | JCT Tân Thạnh Đông                                       |                                                          | Đường cao tốc Thành phố Hồ Chí Minh – Mộc Bài Đường tỉnh 15 | Đang thi công                                                          | Thành phố Hồ Chí Minh                                    | Củ Chi                                                   |
| 14                                                       | JCT Quốc lộ 22                                           |                                                          | Đường Lê Quang Đạo ( Quốc lộ 22)                            | Đang thi công                                                          | Thành phố Hồ Chí Minh                                    | Hóc Môn                                                  |
| 15                                                       | IC Đường tỉnh 10                                         |                                                          | Đường Trần Văn Giàu (Đường tỉnh 10)                         | Đang thi công                                                          | Thành phố Hồ Chí Minh                                    | Bình Chánh                                               |
| 16                                                       | IC Mỹ Yên                                                | 92                                                       | Đường cao tốc Thành phố Hồ Chí Minh – Trung Lương           | Đang thi công                                                          | Long An                                                  | Bến Lức                                                  |
| Kết nối trực tiếp với Đường cao tốc Bến Lức – Long Thành |                                                          |                                                          |                                                             |                                                                        |                                                          |                                                          |
| 1.000 mi = 1.609 km; 1.000 km = 0.621 mi                 |                                                          |                                                          |                                                             |                                                                        |                                                          |                                                          |